# Darren Goldstein
Darren Goldstein (Long Island, 27 agosto 1974) è un attore statunitense.

## Biografia
Ha iniziato la sua carriera nel 2004 inizialmente recitando in serie televisive. Al cinema ha recitato in diversi film tra cui Limitless e La ragazza del treno.

## Vita privata
È sposato dal 2010 con l'attrice Katie Finneran da cui ha avuto due figli: Ty Michael (2011) e Wes (2012).

## Filmografia parziale

### Attore

#### Cinema
- Five Days Gone, regia di Anna Kerrigan (2010)
- Mosse vincenti (Win Win), regia di Thomas McCarthy (2011)
- Limitless, regia di Neil Burger (2011)
- All Is Bright, regia di Phil Morrison (2013)
- La ragazza del treno (The Girl on the Train), regia di Tate Taylor (2016)
- Detroit, regia di Kathryn Bigelow (2017)
- A Mouthful of Air, regia di Amy Koppelman (2021)

#### Televisione
- Law & Order: Criminal Intent - serie TV, episodio 3x14 (2004)
- Damages - serie TV, 7 episodi (2007-2010)
- Così gira il mondo (As the World Turns) - soap opera, episodio 13.235 (2008)
- Rubicon - serie TV, episodi 1x02-1x03 (2010)
- Playdate - Il segreto dietro la porta (Playdate), regia di Andrew C. Erin - film TV (2012)
- Common Law - serie TV, episodio 1x09 (2012)
- Blue Bloods - serie TV, episodio 3x14 (2012)
- Guilty, regia di McG - film TV (2013)
- Nurse Jackie - Terapia d'urto (Nurse Jackie) - serie TV, episodio 6x06 (2014)
- The Affair - Una relazione pericolosa (The Affair) - serie TV, 15 episodi (2014-2018)
- Inside Amy Schumer - serie TV, 2 episodi (2015)
- American Odyssey - serie TV, 10 episodi (2015)
- Person of Interest - serie TV, episodio 5x03 (2016)
- The Gifted - serie TV, episodio 1x03 (2017)
- Blindspot - serie TV, episodio 3x12 (2018)
- Ozark - serie TV, 12 episodi (2018-2022)
- Law & Order - Unità vittime speciali (Law & Order: Special Victims Unit) - serie TV, episodio 20x21 (2019)
- Bull - serie TV, episodio 3x15 (2019)
- The Blacklist - serie TV, episodio 7x12 (2020)
- FBI - serie TV, episodio 2x16 (2020)
- Billions - serie TV, episodio 5x02 (2020)
- American Crime Story - serie TV, 6 episodi (2021)
- Law & Order - I due volti della giustizia (Law & Order) - serie TV, episodio 21x07 (2022)
- In nome del cielo (Under the Banner of Heaven) - miniserie TV, 4 episodi (2022)

### Doppiatore
- Grand Theft Auto V (2013)

## Doppiatori italiani
Nelle versioni in italiano delle opere in cui ha recitato, Darren Goldstein è stato doppiato da:
- Massimo Bitossi in American Odyssey, Detroit, Ozark (st. 2, ep. 4x11-12)
- Roberto Certomà in Damages (st. 3), Limitless, La ragazza del treno
- Stefano Alessandroni in Bull, Billions, FBI
- Andrea Zalone in Law & Order: Criminal Intent
- Alessandro Rigotti in Damages (st. 1)
- Massimiliano Plinio in Blue Bloods
- Gianluca Crisafi in The Affair: Una relazione pericolosa
- Carlo Petruccetti in Ozark (ep. 3x10)
- Pierluigi Astore ne In nome del cielo
- Alessio Cigliano in The Gilded Age